# Robert Noga
Robert Noga urodzony 18 czerwca 1963 w Jaworznie. Doktor nauk humanistycznych, tytuł uzyskany na Uniwersytecie Rzeszowskim w 2015 roku, absolwent historii Uniwersytetu Jagiellońskiego w Krakowie. Wykładowca akademicki, dziennikarz sportowy, związany między innymi z Radiem Maks Tarnów, Polskim Radiem Rzeszów, gdzie pełnił funkcję kierownika redakcji sportowej, TV Wisła, TVN, TV Wizja Sport, komentator żużla w TVP Sport. Współautor programów telewizyjnych popularyzujących sport i jego historię, np: Magazyn Rowerowy, Magazyn Hokejowy, Magazyn Sportów Zimowych, Piłkarski Przekładaniec - TV Wisła; Magazyn Żużlowy - Wizja Sport oraz TVP; Pod Koszem - Wizja Sport; Rzut za Trzy - TVN. Publicysta prasowy, między innymi: Czas Krakowski, Focus Historia, Tempo, Tarnowski Magazyn Informacyjny.  Od 1992 roku stały współpracownik i felietonista Tygodnika Żużlowego, autor bądź współautor szeregu książek i opracowań poświęconych historii sportu. Rzecznik prasowy finału Drużynowych Mistrzostw Świata w Ice Speedwayu- Sanok 2013.
Laureat pierwszej nagrody Ogólnopolskiego Konkursu Dziennikarskiego  Polskiego Związku Motorowego ,,Złote Koło" 2010 w kategorii Radio i Telewizja, a także wyróżnienia Towarzystwa Społeczno-Sportowego „Sprawni Razem” za propagowanie sportu młodzieży niepełnosprawnej w audycjach radiowych w 1996 roku.
Wyróżnienie redakcji ,,Tygodnika Żużlowego” za profesjonalizm pracy dziennikarskiej w 2013 roku.
Rzecznik prasowy finału Drużynowych Mistrzostw Świata w Ice Speedwayu - Sanok 2013 oraz Głównej Komisji Sportu Żużlowego
Bibliografia:
- Robert Noga „Żużel jak narkotyk”. Leszno 1994
- Krzysztof Błażejewski, Robert Borowy, Wiesław Dobruszek, Robert Noga „Encyklopedia żużla. Liga polska”. Część I- Leszno 1996, część II- Leszno 1997
- Robert Noga „Diament z Warsztatowej”. Tarnów 1997
- Robert Noga „Dzieje tarnowskiego żużla. Przewodnik po wystawie w Muzeum Okręgowym”. Tarnów 2004
- Robert Noga, Adam Gomółka „Z jaskółką na plastronie”. Tarnów 2005
- Robert Noga „Zakłady Mechaniczne w Tarnowie - 90 lat tradycji”. Tarnów 2007
- Robert Noga, Roman Kieroński „Tarnowski sport od A do Ż”. Tarnów 2011
- Robert Noga- „Asy żużlowych torów”- Florian Kapała”- Leszno 2012
- Robert Noga „Tarnovia-legenda 1948”. Tarnów 2012
- Robert Noga ,,Leksykon tarnowskiego żużla”. Tarnów 2013
- Robert Noga „Żużel w PRL”. Toruń 2016
- Robert Noga „100 lat Zakładów Mechanicznych w Tarnowie”. Tarnów 2017
- Robert Noga „Kibicował nam cały Tarnów”. Tarnów 2017
- Robert Noga „Złote dziewczęta”. Tarnów 2018
- Robert Noga „Z piłką ręczną przez lata”. Tarnów 2019
- Robert Noga „Asy żużlowych torów- Marek Kępa”. Leszno 2019

Współpraca przy wydawnictwach:
- „Tadeusz Teodorowicz- mistrz kierownicy ucieka”- referat przygotowany na X Międzynarodowe Sympozjum Biografistyki Polonijnej, zamieszczony następnie w książce „Rodacy na stadionach świata”. Kielce 2007
- „Encyklopedia Tarnowa”- Tarnów 2010. Autor haseł dotyczących historii sportu w Tarnowie.
- „Oblicza utopii, obłudy i zakłamania” t.II -2014. Poznań 2014
- „Oblicza utopii, obłudy i zakłamania” t.II I- 2015. Poznań 2015
- „70 lat Polskiego Związku Motorowego”. Warszawa 2020